# Eric Gordon
Eric Ambrose Gordon Jr. (Indianapolis, 25 de dezembro de 1988) é um jogador norte-americano de basquete que atualmente joga pelo Philadelphia 76ers na National Basketball Association (NBA).
Ele jogou basquete universitário pela Universidade de Indiana e foi selecionado pelo Los Angeles Clippers como a 7º escolha geral no draft da NBA de 2008.

## Primeiros anos
Gordon nasceu em Indianápolis. Aos quatro anos, começou a praticar esportes no Jewish Community Center, localizado do outro lado da rua de sua casa, começando com o futebol e rapidamente se mudando para o basquete. Aos sete anos, começou a jogar basquete competitivo no Municipal Gardens. Foi no JCC que Gordon anunciou sua decisão de deixar a universidade para se inscrever no draft da NBA.

## Carreira no ensino médio

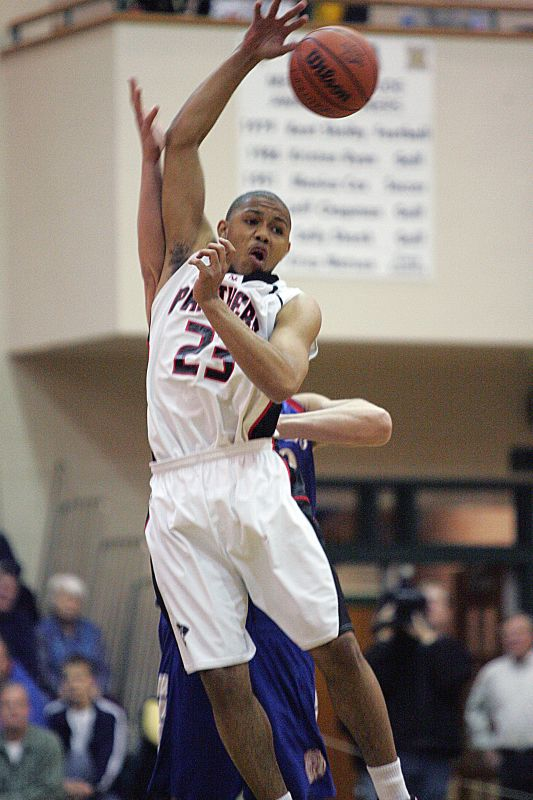
Gordon em 2007 como jogador de basquete no ensino médio.

Gordon frequentou a Fox Hill Elementary School, que ficava perto de sua casa de infância. Em seguida, ele passou pela Northview Middle School e North Central High School, onde jogou basquete durante todos os quatro anos. O jogo de North Central contra Loyola Academy de Wilmette, Illinois, em 2007, que contou com a presença dos filhos de Michael Jordan, Jeffrey e Marcus, foi transmitido pelo ESPN. Gordon fez 43 pontos naquela noite. Mais tarde, ele marcou 50 pontos em duas ocasiões durante a temporada. Ele levou North Central à final do campeonato estadual de Indiana em seu último ano, mas a equipe perdeu para East Chicago Central. Gordon teve médias de 29 pontos, 6,2 rebotes e 3,3 assistências, com 57,0% de aproveitamento nos arremessos, 77,9% nos lances livres e 46,2% nos arremessos de três pontos. Ele foi nomeado Mr. Basketball de Indiana em 2007. O site Rivals.com o classificou como o segundo melhor prospecto do ensino médio nos Estados Unidos em 2007, atrás apenas de Michael Beasley.

### Recrutamento
Em 2005, quando ainda estava no segundo ano do ensino médio, Gordon fez um compromisso verbal precoce com Bruce Weber, que havia recentemente substituído Bill Self como técnico principal da Universidade de Illinois, após Self ter aceitado a posição de técnico principal em Kansas. Gordon e sua família citaram o conforto com Weber, a relativa proximidade do campus de Illinois da casa deles em Indianápolis, e o sucesso dos ex-jogadores de Illinois, Deron Williams e Luther Head, na NBA, como motivos para sua decisão.
Em 15 de fevereiro de 2006, a Sports Illustrated reportou que Mike Davis, então técnico principal da Universidade de Indiana, pretendia se demitir após a temporada de 2005-06. Indiana contratou Kelvin Sampson como o novo técnico principal em março de 2006. Alguns repórteres especularam que Gordon não estava interessado em jogar em Indiana sob o comando de Mike Davis devido ao seu fracasso. Logo após a contratação de Sampson, ele contratou Jeff Meyer, treinador de basquete universitário do pai de Gordon e amigo de longa data da família, como assistente.
Durante a offseason seguinte, Gordon foi recrutado pela equipe de Sampson, depois que Gordon informou a ele que estava novamente interessado em Indiana. Rumores surgiram em julho de 2006, sugerindo que Gordon estava considerando desistir de seu compromisso verbal com Illinois devido a preocupações com a qualidade da classe de recrutamento de Weber. No entanto, Gordon afirmou que, embora fosse fã de infância de Indiana e estivesse considerando a opção, ainda estava comprometido com Illinois. No mesmo mês, Gordon jogou ao lado de outro dos melhores recrutas, Derrick Rose, em uma tentativa de convencer Rose a se juntar a ele em Illinois, mas Rose recusou a oferta.
Os rumores sobre um possível compromisso com Indiana continuaram no início do ano acadêmico de 2006-07, alimentados em parte pela ascensão de Gordon ao topo do ranking de alguns serviços de recrutamento e pelo retorno da força do programa de basquete de Indiana. Em 2 de setembro de 2006, Gordon e Rose fizeram uma visita não oficial a Indiana para treinar com os jogadores, o que alimentou ainda mais as especulações de que Gordon mudaria seu compromisso. Seis semanas depois, em 13 de outubro de 2006, o pai de Gordon anunciou que seu filho havia decidido oficialmente mudar de compromisso. Gordon assinou uma Carta Nacional de Intenção com Indiana em 8 de novembro de 2006.

## Carreira universitária
Gordon frequentou a Universidade de Indiana, onde jogou como ala-armador por um ano e planejava estudar gestão esportiva. Durante seu ano universitário, Gordon conquistou muitos prêmios como o Calouro do Ano da Big Ten e a Terceira-Equipe All-American. Ele se tornou o maior pontuador calouro da história de Indiana com 669 pontos, estabelecendo um recorde tanto para a universidade quanto para a Big Ten.
Gordon terminou sua temporada de calouro com médias de 20,9 pontos, 3,3 rebotes e 2,4 assistências com 33,7% de aproveitamento nos arremessos de três pontos e liderando a Big Ten em pontos por jogo. Ele foi altamente eficaz para Indiana nos primeiros 18 jogos da temporada, quando a equipe tinha um recorde de 17-1, mas entrou em uma queda de rendimento no final do ano, acertando apenas 18,6% dos seus arremessos de três pontos. Ele jogou a segunda metade da temporada com um pulso machucado.
Em 10 de março de 2008, Gordon foi nomeado o Calouro do Ano e para a Primeira Equipe da Big Ten pelos técnicos e pela mídia, junto com seu companheiro de time, D. J. White.
Em 4 de abril de 2008, Gordon anunciou que iria se inscrever para o draft da NBA de 2008 no Jewish Community Center.

## Carreira profissional

### Los Angeles Clippers (2008–2011)
Gordon foi selecionado pelo Los Angeles Clippers como a sétima escolha no draft da NBA de 2008.
Em 23 de janeiro de 2008, ele estabeleceu um recorde da franquia ao marcar 41 pontos em um único jogo, um recorde que mais tarde seria quebrado por Blake Griffin. Graças à sua performance excepcional, Gordon foi nomeado o Novato do Mês da Conferência Oeste em janeiro. Ele teve médias de 16,1 pontos, 2,6 rebotes, 2,8 assistências e 1,0 roubos de bola em 34,3 minutos, sendo o terceiro maior pontuador entre todos os novatos. Por seus esforços, foi selecionado unanimemente para a Segunda-Equipe de Novatos e terminou em quinto lugar na votação para o Prêmio de Novato do Ano.
Na temporada de 2009-10, Gordon terminou a temporada como o segundo maior pontuador de sua equipe, com média de 16,9 pontos, além de 2,6 rebotes e 3,0 assistências em 36,0 minutos. Ele jogou 62 jogos, sendo titular em 60 deles. Ele marcou 30 pontos ou mais em uma ocasião e teve 19 jogos com 20 pontos ou mais.
Após conquistar a medalha de ouro na Copa do Mundo de 2010, Gordon estava preparado para uma temporada de destaque. No entanto, sua temporada foi prejudicada por lesões. Durante um jogo contra o Golden State Warriors, ele sofreu uma falta dura de Andris Biedriņš, o que fez Gordon, que estava com média de 24,1 pontos antes da lesão, ficar de fora por 18 jogos. Posteriormente, foi revelado que Gordon havia sofrido uma lesão no pulso com uma fratura em um pedaço de osso. Após retornar de uma ausência de 18 jogos, Gordon teve um desempenho sólido na vitória contra o Houston Rockets, marcando 24 pontos. No entanto, ele reagravou a lesão no pulso em seu segundo jogo de volta, contra o Denver Nuggets, após outra falta dura de Timofey Mozgov, o que resultou em uma ausência de mais seis jogos. A temporada de Gordon, que estava a caminho de um grande desempenho, foi limitada por essas lesões, e ele teve que usar uma faixa no pulso pelo restante da temporada.
Ao final da temporada, Gordon terminou como o segundo maior pontuador dos Clippers com média de 22,3 pontos. Ele também teve médias de 2,9 rebotes e 4,4 assistências. Gordon marcou 30 pontos ou mais em oito ocasiões e teve uma sequência de 12 jogos consecutivos com 20 ou mais pontos.

### New Orleans Hornets / Pelicans (2011–2016)

#### 2011–2013: Primeiros anos em New Orleans
Em 14 de dezembro de 2011, os Clippers trocaram Eric Gordon, junto com Chris Kaman, Al-Farouq Aminu e uma escolha de primeira rodada de 2012 para o New Orleans Hornets em troca de Chris Paul e duas escolhas de segunda rodada futuras.
Em seu primeiro jogo como jogador dos Hornets, contra o Phoenix Suns, Gordon registrou 20 pontos, 4 rebotes e 3 assistências. Ele também fez a cesta da vitória com 4,2 segundos restantes, garantindo a vitória por 85-84. No entanto, foi revelado que Gordon tinha uma lesão no joelho direito que foi agravada durante o jogo contra os Suns. Inicialmente, Gordon foi diagnosticado com um hematoma ósseo, mas exames adicionais revelaram danos na cartilagem de seu joelho direito. Em 14 de fevereiro de 2012, Gordon passou por uma cirurgia artroscópica bem-sucedida no joelho e ficou fora de ação por 6 semanas. Ele retornou em 4 de abril de 2012, para enfrentar o Denver Nuggets, anotando 15 pontos e ajudando os Hornets a vencer por 94-92. Gordon terminou a temporada com 9 jogos disputados, registrando médias de 20,6 pontos, 2,8 rebotes e 3,4 assistências. 
No verão de 2012, ele se tornou um agente livre restrito. Em 11 de julho de 2012, Gordon assinou uma proposta de contrato com o Phoenix Suns no valor de US$ 58 milhões por quatro anos. No entanto, em 14 de julho de 2012, os Hornets igualaram a proposta de contrato, garantindo a permanência de Gordon na equipe por mais quatro anos.

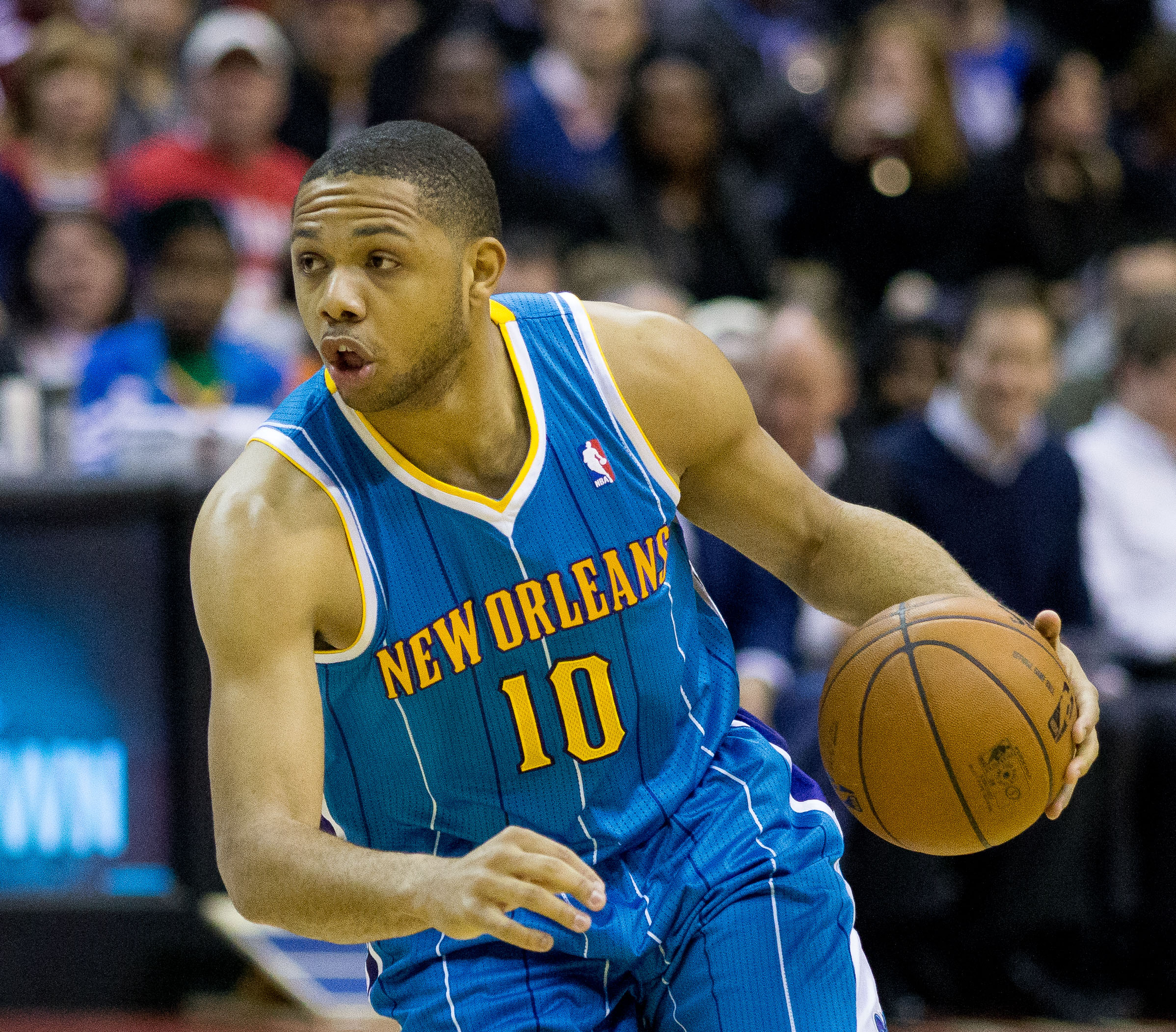
Gordon com os Hornets em março de 2013.

Durante a offseason, Gordon admitiu que ainda estava lidando com problemas persistentes em seu joelho. A microcirurgia foi sugerida como uma possível solução, mas no início de novembro, ele recebeu uma segunda opinião de um médico em Chicago, que recomendou continuar a reabilitação e estimou que Gordon ficaria fora de 4 a 6 semanas. Em 7 de novembro de 2012, Gordon foi enviado para Los Angeles para receber um trabalho de reabilitação mais personalizado a fim de ajudar na recuperação de seu joelho e fortalecer os músculos da coxa.
Em 29 de dezembro de 2012, Gordon fez sua aguardada estreia na temporada contra o Charlotte Bobcats. Saindo do banco, ele anotou 24 pontos, 7 assistências e 2 roubos de bola em menos de 25 minutos, levando os Hornets a uma vitória por 98-95. Os médicos da equipe colocaram Gordon sob restrições rigorosas, proibindo-o de jogar em jogos consecutivos e limitando-o a menos de 30 minutos por jogo para evitar sobrecarregar o joelho. Em 5 de janeiro de 2013, Gordon retornou ao quinteto titular e, em uma vitória por 99-96 sobre o Dallas Mavericks na prorrogação, fez a cesta da vitória após sofrer uma falta de Darren Collison. Em 10 de abril de 2013, Gordon jogou sua primeira sequência de jogos consecutivos da temporada contra o Sacramento Kings, após ser liberado pelos médicos para jogar sem restrições.
Gordon terminou a temporada como o principal pontuador dos Hornets com médias de 17,0 pontos, além de 1,8 rebotes e 3,3 assistências em 42 jogos disputados. Em abril de 2013, a franquia foi renomeada para New Orleans Pelicans.

#### 2013–2016: Primeira temporada nos playoffs e lesões

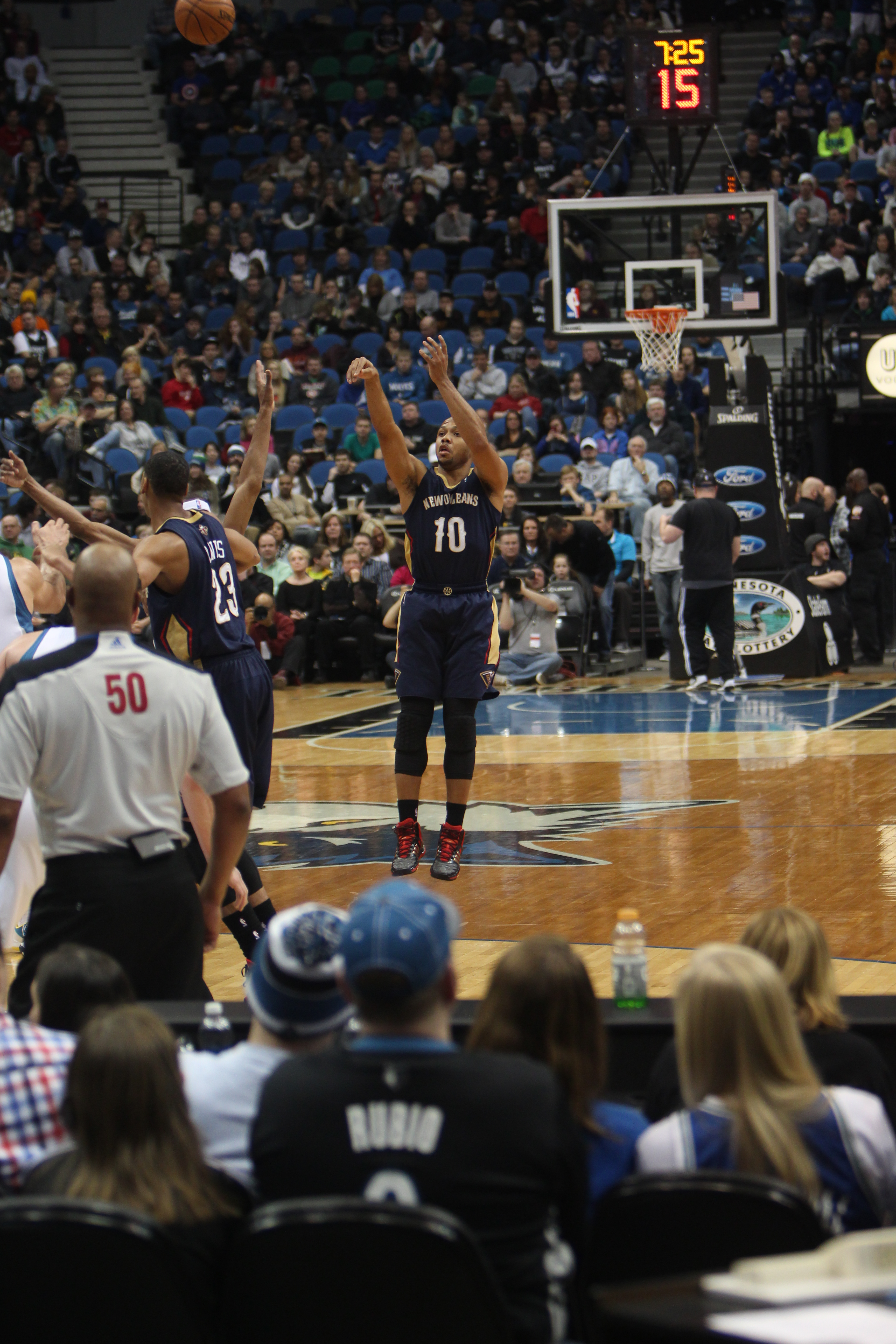
Gordon com os Pelicans em janeiro de 2014.

Em 29 de novembro de 2013, Gordon registrou 26 pontos e 7 assistências na vitória por 121–105 sobre o Philadelphia 76ers. Em 15 de janeiro de 2014, ele anotou 35 pontos e 6 assistências na derrota por 103–100 para o Houston Rockets. Em 21 de março de 2014, Gordon deixou o jogo no primeiro quarto contra o Atlanta Hawks. Mais tarde, foi diagnosticado com tendinite no joelho. Em 10 de abril de 2014, foi decidido que Gordon passaria por uma cirurgia artroscópica no joelho esquerdo, o que encerrou sua temporada. Gordon terminou a temporada de 2013–14 com médias de 15,4 pontos, 2,6 rebotes e 3,3 assistências em 64 jogos.
Após ter média de 9,5 pontos nos primeiros 12 jogos da temporada de 2014-15, Gordon foi afastado indefinidamente devido a uma lesão no ombro esquerdo em 24 de novembro de 2014. Uma ressonância magnética revelou que ele sofreu uma ruptura no labrum devido a uma lesão por subluxação no ombro esquerdo. Ele perdeu 21 jogos devido à lesão, antes de retornar às quadras em 5 de janeiro de 2015, contra o Washington Wizards. Em quase 33 minutos de ação, ele registrou 6 pontos, 4 rebotes e 5 assistências na derrota por 85–92. Dois dias depois, ele acertou três bolas de 3 contra o Charlotte Hornets, e seguiu para fazer pelo menos uma bola de 3 em 36 jogos consecutivos, uma sequência que terminou em 25 de março, quando ele errou todas as suas três tentativas de 3 pontos contra o Houston Rockets. Gordon terminou a temporada com médias de 13,4 pontos, 2,6 rebotes e 3,8 assistências em 61 jogos. Apesar de ter perdido 21 jogos devido à lesão, Gordon teve o melhor ano de sua carreira em arremessos de longa distância. Ele acertou 44,8% dos arremessos de 3 pontos, superando sua melhor marca anterior em mais de cinco pontos percentuais, ficando em segundo lugar na liga, atrás apenas de Kyle Korver. 
Gordon ajudou os Pelicans a se classificarem para os playoffs. Na sua estreia nos playoffs, ele registrou 16 pontos, 2 rebotes e 3 assistências mas os Pelicans perderam por 106–99 para o Golden State Warriors. No Jogo 4, Gordon anotou 29 pontos, 3 rebotes e 5 assistências, mas sua performance não foi suficiente, e os Pelicans foram varridos pelos Warriors na primeira rodada.
Em 18 de junho de 2015, Gordon exerceu sua opção de renovação para a temporada de 2015–16.
Gordon jogou em todas as 41 partidas dos Pelicans no começo da temporada de 2015–16. Em 19 de janeiro de 2016, ele sofreu uma lesão na mão no meio do terceiro quarto de um jogo contra o Minnesota Timberwolves. Após o jogo, foi constatado que ele havia fraturado um osso do dedo anelar da mão direita. No dia seguinte, ele passou por uma cirurgia bem-sucedida e foi afastado por um período de quatro a seis semanas. Ele retornou às quadras em 27 de fevereiro contra os Timberwolves, após perder 16 jogos. Em 34 minutos de jogo, ele marcou 31 pontos na derrota por 112–110. Após re-agravar a lesão no dedo anelar direito em 5 de março, ele passou por outra cirurgia, o que o afastou pelo resto da temporada.

### Houston Rockets (2016–2023)

#### 2016–2019: Sexto Homem do Ano e Finais de Conferência

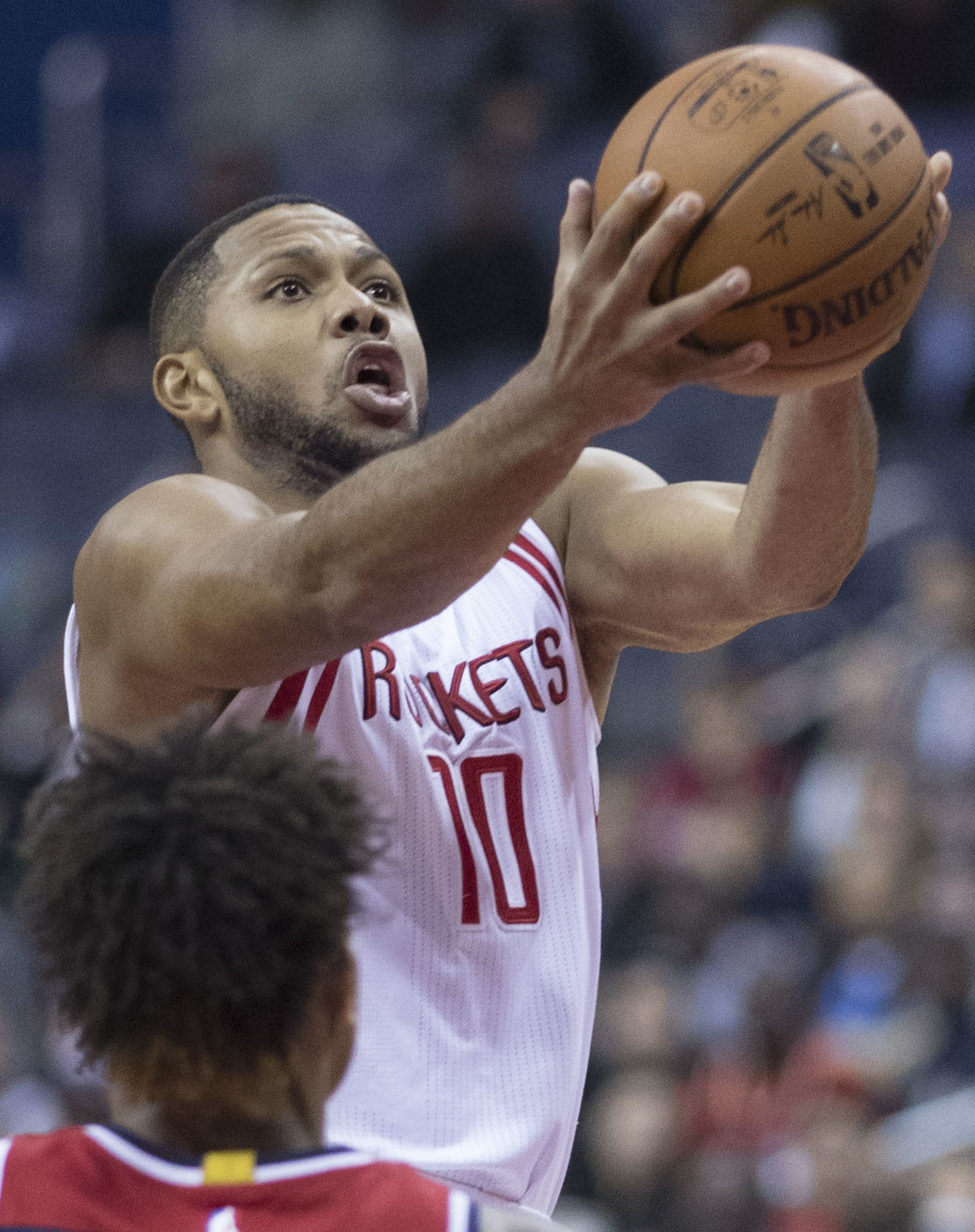
Gordon com o Houston em 2016.

Em 9 de julho de 2016, Gordon assinou um contrato de quatro anos e US$ 53 milhões com o Houston Rockets.
Em 26 de outubro, ele fez sua estreia na abertura da temporada e marcou 19 pontos na derrota por 120–114 para o Los Angeles Lakers. Em 27 de novembro, ele anotou 26 pontos e acertou seis bolas de 3 na vitória por 130–114 sobre o Portland Trail Blazers. Em 7 de dezembro, Gordon fez oito bolas de 3, seu recorde de carreira, e marcou 26 pontos vindo do banco na vitória por 134–95 sobre os Lakers. Em 16 de dezembro, ele teve uma performance de 29 pontos na vitória por 122–100 sobre o New Orleans Pelicans, onde os Rockets fizeram um recorde da NBA com 24 bolas de 3, liderados pelos 7 de Gordon. Em 2 de janeiro de 2017, ele marcou 31 pontos, seu recorde da temporada, na vitória por 101–91 contra o Washington Wizards. Gordon terminou a temporada com 180 cestas de três feitas; essa marca em 49 jogos vindo do banco estabeleceu um recorde da NBA – o recorde anterior era 179, estabelecido por Mirza Teletović em 78 jogos na temporada de 2015-16. Ele terminou a temporada com médias de 16,2 pontos, 2,7 rebotes e 2,5 assistências em 75 jogos (60 como reserva). Ele foi nomeado o vencedor do Prêmio de Sexto Homem do Ano, tornando-se o primeiro jogador na história da franquia a conquistar o prêmio.
Em 25 de outubro de 2017, Gordon marcou 29 pontos e acertou uma bola de 3 no último segundo, garantindo a vitória por 105–104 sobre o Philadelphia 76ers. Em 18 de dezembro, ele anotou 33 pontos na vitória por 120–99 sobre o Utah Jazz. Em 27 de março de 2018, Gordon marcou 31 pontos e igualou seu recorde da carreira com oito bolas de 3 na vitória por 118–86 sobre o Chicago Bulls. No Jogo 5 das Finais da Conferência Oeste, Gordon veio do banco para marcar 24 pontos, e seu roubo de bola na última posse do Golden State Warriors garantiu a vitória por 98–94, colocando os Rockets com 3–2 na série. Porém, a equipe acabou perdendo a série por 4–3.
Em 26 de novembro de 2018, Gordon marcou 36 pontos, recorde da temporada, na derrota na prorrogação por 135–131 para o Washington Wizards. Em 16 de janeiro de 2019, em uma derrota na prorrogação por 145–142 para o Brooklyn Nets, Gordon registrou 20 pontos em seu retorno após ficar oito jogos fora devido a um hematoma no joelho direito. Em 7 de abril, ele igualou seu recorde da carreira com oito bolas de 3 na vitória por 149–113 sobre o Phoenix Suns. No Jogo 3 da segunda rodada dos playoffs contra os Warriors, Gordon marcou 30 pontos, recorde pessoal em playoffs, com sete bolas de 3, na vitória na prorrogação por 126–121. Porém, os Rockets acabaram perdendo a série por 4–2.

#### 2019–2023: temporadas marcadas por lesões
Em 4 de setembro de 2019, Gordon assinou uma extensão contratual de quatro anos e US$ 75,6 milhões com os Rockets.
Em 13 de novembro, ele passou por uma cirurgia artroscópica no joelho direito e foi esperado ficar afastado por cerca de seis semanas. Em 27 de janeiro de 2020, Gordon registrou 50 pontos, recorde de sua carreira, na vitória por 126–117 sobre o Utah Jazz. Ele se tornou o terceiro jogador dos Rockets na temporada a marcar 40 ou mais pontos em um jogo (junto com Russell Westbrook e James Harden) e foi o primeiro jogador além de Harden a marcar 50 ou mais pontos em 24 anos. Em 4 de setembro, durante a segunda rodada dos playoffs contra o Los Angeles Lakers, Gordon registrou 23 pontos e três rebotes na vitória por 112–97 no Jogo 1. No entanto, os Rockets perderam a série em cinco jogos.
A temporada de 2020–21 foi um grande ponto de mudança para os Rockets, com a troca de Russell Westbrook durante a offseason. Harden também pediu uma troca logo no início da temporada e P.J. Tucker também foi negociado. Em 23 de janeiro de 2021, Gordon marcou 33 pontos na vitória por 133–108 sobre o Dallas Mavericks. Em 12 de março, ele foi afastado por 4 a 6 semanas devido a uma lesão na virilha, que acabou encerrando sua temporada. Durante sua temporada marcada por lesões, Gordon jogou apenas 27 jogos enquanto os Rockets terminaram com um recorde de 17–55 e ficaram de fora dos playoffs pela primeira vez desde 2012.
Em 13 de dezembro de 2021, Gordon marcou 32 pontos na vitória por 132–126 sobre o Atlanta Hawks. Em 29 de março de 2022, Gordon foi afastado para o restante da temporada de 2021–22 devido a uma lesão na virilha. Os Rockets ficaram de fora dos playoffs pela segunda temporada consecutiva.

### Retorno aos Clippers (2023)
Em 9 de fevereiro de 2023, Gordon foi trocado de volta para o Los Angeles Clippers em uma troca envolvendo três times, incluindo o Memphis Grizzlies.
Em 28 de junho de 2023, Gordon foi dispensado pelos Clippers.

### Phoenix Suns (2023–2024)
Em 6 de julho de 2023, Gordon assinou um contrato de 2 anos e US$6.5 milhões com o Phoenix Suns.
Em 27 de junho de 2024, Gordon optou por não exercer sua opção de renovação no contrato de US$ 3,4 milhões com os Suns para a temporada de 2024–25, tornando-se agente livre.

### Philadelphia 76ers (2024–Presente)
Em 10 de julho de 2024, Gordon assinou contrato de 2 anos e US$6.7 milhões com o Philadelphia 76ers.

## Estatísticas na carreira

### Temporada regular
| Ano      | Equipe        | PJ  | PT  | MPJ  | FG%  | 3P%  | LL%  | RT  | AS  | BR  | TO | PPJ  |
| -------- | ------------- | --- | --- | ---- | ---- | ---- | ---- | --- | --- | --- | -- | ---- |
| 2008–09  | L.A. Clippers | 78  | 65  | 34.3 | .456 | .389 | .854 | 2.6 | 2.8 | 1.0 | .4 | 16.1 |
| 2009–10  | L.A. Clippers | 62  | 60  | 36.0 | .449 | .371 | .742 | 2.6 | 3.0 | 1.1 | .2 | 16.9 |
| 2010–11  | L.A. Clippers | 56  | 56  | 37.4 | .450 | .364 | .825 | 2.9 | 4.4 | 1.3 | .3 | 22.3 |
| 2011–12  | New Orleans   | 9   | 9   | 34.4 | .450 | .250 | .754 | 2.8 | 3.4 | 1.4 | .4 | 20.6 |
| 2012–13  | New Orleans   | 42  | 40  | 30.1 | .402 | .324 | .842 | 1.8 | 3.3 | 1.1 | .2 | 17.0 |
| 2013–14  | New Orleans   | 64  | 64  | 32.1 | .436 | .391 | .785 | 2.6 | 3.3 | 1.2 | .2 | 15.4 |
| 2014–15  | New Orleans   | 61  | 60  | 33.1 | .411 | .448 | .805 | 2.6 | 3.8 | .8  | .2 | 13.4 |
| 2015–16  | New Orleans   | 45  | 44  | 32.9 | .418 | .384 | .888 | 2.2 | 2.7 | 1.0 | .3 | 15.2 |
| 2016–17  | Houston       | 75  | 15  | 31.0 | .406 | .372 | .840 | 2.7 | 2.5 | .6  | .5 | 16.2 |
| 2017–18  | Houston       | 69  | 30  | 31.2 | .428 | .359 | .809 | 2.5 | 2.2 | .6  | .4 | 18.0 |
| 2018–19  | Houston       | 68  | 53  | 31.7 | .409 | .360 | .783 | 2.2 | 1.9 | .6  | .4 | 16.2 |
| 2019–20  | Houston       | 36  | 15  | 28.2 | .369 | .317 | .766 | 2.0 | 1.5 | .6  | .3 | 14.4 |
| 2020–21  | Houston       | 27  | 13  | 29.2 | .433 | .329 | .825 | 2.1 | 2.6 | .5  | .5 | 17.8 |
| 2021–22  | Houston       | 57  | 46  | 29.3 | .475 | .412 | .778 | 2.0 | 2.7 | .5  | .3 | 13.4 |
| 2022–23  | Houston       | 47  | 47  | 30.2 | .439 | .347 | .815 | 2.1 | 2.9 | .6  | .4 | 13.1 |
| 2022–23  | L.A. Clippers | 22  | 11  | 24.9 | .463 | .423 | .842 | 1.7 | 2.1 | .6  | .4 | 11.0 |
| 2023–24  | Phoenix       | 68  | 24  | 27.8 | .443 | .378 | .797 | 1.8 | 2.0 | 1.0 | .4 | 11.0 |
| Carreira | Carreira      | 886 | 652 | 31.1 | .431 | .365 | .808 | 2.3 | 2.7 | .8  | .3 | 15.7 |

### Playoffs
| Ano      | Equipe        | PJ | PT | MPJ  | FG%  | 3P%  | LL%  | RT  | AS  | BR  | TO  | PPJ  |
| -------- | ------------- | -- | -- | ---- | ---- | ---- | ---- | --- | --- | --- | --- | ---- |
| 2015     | New Orleans   | 4  | 4  | 36.0 | .438 | .406 | .833 | 2.5 | 3.8 | .5  | .5  | 18.5 |
| 2017     | Houston       | 11 | 2  | 32.6 | .421 | .386 | .722 | 3.9 | 2.0 | .7  | .5  | 12.9 |
| 2018     | Houston       | 17 | 2  | 32.3 | .380 | .331 | .836 | 2.6 | 1.6 | .6  | .5  | 15.4 |
| 2019     | Houston       | 11 | 11 | 37.2 | .447 | .400 | .857 | 2.5 | 1.3 | .6  | 1.0 | 17.8 |
| 2020     | Houston       | 12 | 12 | 34.1 | .409 | .322 | .875 | 2.7 | 3.0 | .8  | .6  | 17.3 |
| 2023     | L.A. Clippers | 5  | 5  | 29.8 | .409 | .345 | .833 | 1.4 | 2.6 | .6  | .4  | 10.2 |
| 2024     | Phoenix       | 4  | 0  | 29.5 | .321 | .412 | .875 | 1.8 | 1.3 | 1.3 | .5  | 8.0  |
| Carreira | Carreira      | 64 | 36 | 33.0 | .403 | .371 | .833 | 2.4 | 2.2 | .7  | .5  | 14.2 |

### Universitário
| Ano     | Equipe  | PJ | PT | MPJ  | FG%  | 3P%  | LL%  | RT  | AS  | BR  | TO | PPJ  |
| ------- | ------- | -- | -- | ---- | ---- | ---- | ---- | --- | --- | --- | -- | ---- |
| 2007–08 | Indiana | 32 | 32 | 34.7 | .433 | .337 | .834 | 3.3 | 2.4 | 1.3 | .6 | 20.9 |

## Carreira na seleção
Em 7 de agosto de 2023, a FIBA permitiu que Gordon mudasse sua filiação para as Bahamas. Ele participou do Torneio Pré-Qualificatório para as Olimpíadas de 2024. Durante a final do torneio, Gordon foi o principal marcador da equipe, anotando 27 pontos e ajudando as Bahamas a conquistar o título do evento. Com essa vitória, a seleção das Bahamas garantiu sua vaga nos Torneios de Qualificação Olímpica Masculina da FIBA para as Olimpíadas de 2024.

## Vida pessoal
A mãe de Gordon, Denise, é natural de Nassau, Bahamas. Ela conheceu o pai de Gordon na Liberty University, onde ele jogava basquete e ainda é o 18º maior pontuador da história da universidade.
Eric tem dois irmãos mais novos, Evan e Eron. Evan jogou basquete por dois anos em Liberty (2009–2011), depois em Arizona State (2012–2013) e concluiu sua última temporada em Indiana (2013–2014). Eron, por sua vez, jogou dois anos em Seton Hall (2016–2018) e mais dois anos em Valparaiso (2019–2021).
Em novembro de 2020, Gordon inaugurou a "Eric Gordon's Greek Pizzeria" em Bloomington, Indiana, diretamente em frente ao Memorial Stadium.

## Prêmios e homenagens
- NBA Sixth Man of the Year: 2017
- NBA All-Rookie Team:
  - Segundo Time: 2008–09
- NBA Three-Point Contest Champion: 2017